# 260

## Esdeveniments
- Síria, Egipte i Palestina formen l'Imperi de Palmira per oposar-se a l'Imperi Romà.
- Primers documents que parlen del formatge.
- Plotí obre escola a Roma.
- Batalla d'Edessa on els sassànides derroten l'exèrcit roma i capturen a l'emperador Valerià I.